# Onthophagus atricapillus
Onthophagus atricapillus é uma espécie de coleóptero da família Scarabaeidae.

## Distribuição geográfica
Habita no paleártico: o Magrebe (em Ceuta e arredores).